# Kanadska nogometna reprezentacija
Kanadska nogometna reprezentacija (engleski: Canada men's national soccer team, francuski: Équipe du Canada de soccer masculin) predstavlja Kanadu u nogometu. Kanadska nogometna reprezentacija pod vodstvom je Kanadskog nogometnog saveza koji je dio CONCACAF-a.
Među najvećim uspjesima kanadske nogometne reprezentaciju su osvajanje CONCACAF prvenstva 1985. čijim je osvajanjem Kanada izborila nastup na Svjetskom prvenstvu 1986. te osvajanje CONCACAF Gold Cupa 2000. čijim je osvajanjem Kanada izborila nastup na FIFA Konfederacijski kup 2001. Kanada je jedina država koja je osvojila CONCACAF Gold Cup, a da nije Meksiko ili SAD. Kanada je također osvojila zlatnu medalju na Olimpijskim igrama 1904.

## Sastav
Kanadski izbornik objavio je konačni popis igrača za Svjetsko prvenstvo 2022. 13. studenoga 2022.
Nastupi i golovi zadnji put su ažurirani 11. studenoga 2022. nakon utakmice protiv Bahreina.
| 0#0 | Poz. | Igrač                      | Datum rođenja (dob) | Nastupi | Golovi | Klub                |
| --- | ---- | -------------------------- | ------------------- | ------- | ------ | ------------------- |
| 1   | G    | Dayne St. Clair            | 9. svibnja 1997.    | 2       | 0      | Minnesota United    |
| 2   | B    | Alistair Johnston          | 8. listopada 1998.  | 29      | 1      | CF Montréal         |
| 3   | B    | Sam Adekugbe               | 16. siječnja 1995.  | 33      | 1      | Hatayspor           |
| 4   | B    | Kamal Miller               | 16. svibnja 1997.   | 28      | 0      | CF Montréal         |
| 5   | B    | Steven Vitória             | 11. siječnja 1987.  | 34      | 3      | Chaves              |
| 6   | V    | Samuel Piette              | 12. studenoga 1994. | 65      | 0      | CF Montréal         |
| 7   | V    | Stephen Eustáquio          | 21. prosinca 1996.  | 26      | 3      | Porto               |
| 8   | V    | Liam Fraser                | 13. veljače 1998.   | 15      | 0      | Deinze              |
| 9   | N    | Lucas Cavallini            | 28. prosinca 1992.  | 33      | 17     | Vancouver Whitecaps |
| 10  | N    | Junior Hoilett             | 5. lipnja 1990.     | 49      | 14     | Reading             |
| 11  | N    | Tajon Buchanan             | 8. veljače 1999.    | 25      | 4      | Club Brugge         |
| 12  | N    | Iké Ugbo                   | 21. rujna 1998.     | 8       | 0      | Troyes              |
| 13  | V    | Atiba Hutchinson (kapetan) | 8. veljače 1983.    | 97      | 9      | Beşiktaş            |
| 14  | V    | Mark-Anthony Kaye          | 4. prosinca 1994.   | 37      | 2      | Toronto FC          |
| 15  | V    | Ismaël Koné                | 6. lipnja 2002.     | 5       | 1      | CF Montréal         |
| 16  | G    | James Pantemis             | 21. veljače 1997.   | 0       | 0      | CF Montréal         |
| 17  | N    | Cyle Larin                 | 17. travnja 1995.   | 54      | 25     | Club Brugge         |
| 18  | G    | Milan Borjan               | 23. listopada 1987. | 67      | 0      | Crvena zvezda       |
| 19  | N    | Alphonso Davies            | 2. studenoga 2000.  | 34      | 12     | Bayern München      |
| 20  | N    | Jonathan David             | 14. siječnja 2000.  | 34      | 22     | Lille               |
| 21  | V    | Jonathan Osorio            | 12. lipnja 1992.    | 56      | 7      | Toronto FC          |
| 22  | B    | Richie Laryea              | 7. siječnja 1995.   | 33      | 1      | Toronto FC          |
| 23  | N    | Liam Millar                | 27. rujna 1999.     | 16      | 0      | Basel               |
| 24  | V    | David Wotherspoon          | 16. siječnja 1990.  | 10      | 1      | St Johnstone        |
| 25  | B    | Derek Cornelius            | 25. studenoga 1997. | 14      | 0      | Panetolikos         |
| 26  | B    | Joel Waterman              | 24. siječnja 1996.  | 1       | 0      | CF Montréal         |

## Priznanja
Značajna natjecanja
- CONCACAF prvenstvo/Gold Cup
  - Osvajači: 1985., 2000.
  - 3. mjesto: 2002., 2007.
- Olimpijske igre
  - Osvajači: 1904.

Ostala natjecanja
- Sjevernoamerički kup nacija
  - Osvajači: 1990.